# Radio SRF 4 News
Radio SRF 4 News est une radio d'actualité en continu germanophone de la Schweizer Radio und Fernsehen. 
Elle traite de l'actualité nationale et internationale ainsi que de politique, d'économie, de la bourse, du sport, de la culture, des sciences, des technologies de l'information, des médias et de la formation.

## Histoire
La concession a été attribuée le 27 juin 2007 et la radio émis pour la première fois le 5 novembre 2007. Cette radio n'est pas diffusée en FM mais uniquement en DAB.
À la suite de la fusion en 2011 des groupes publics télévisuel Schweizer Fernsehen et radiophonique Schweizer Radio DRS, DRS 4 News devient Radio SRF 4 News à partir du 16 décembre 2012.

## Identité visuelle

### Logos

Ancien logo de DRS 4 News de 2007 à 2012
Logo de Radio SRF 4 News du 16 décembre 2012 à 2020
Logo de Radio SRF 4 News depuis 2020

## Diffusion
À l'heure actuelle, la diffusion est limitée à la Suisse allemande. La couverture nationale est assurée par le satellite, certains téléréseaux ou la diffusion en streaming sur internet.